# Dataficação

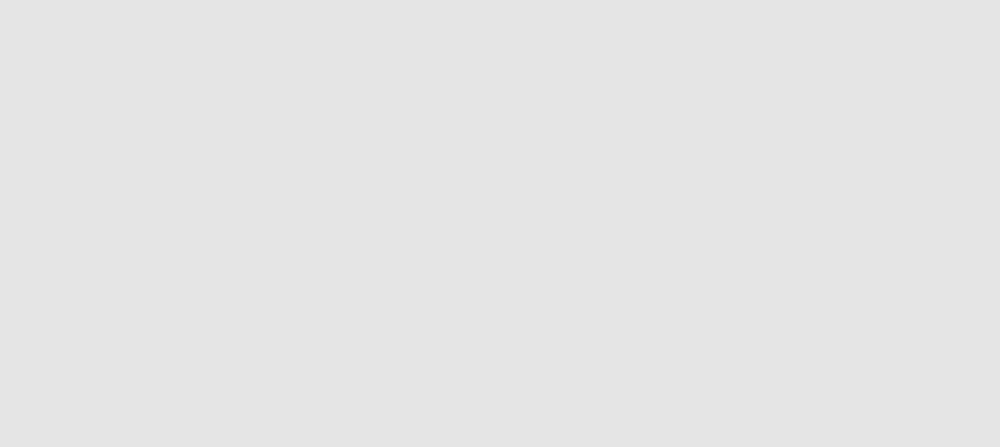
Exemplo: Optimização da forma, aplicada à geometria dum edifício. Exemplo fornecido por cortesia de Formsolver.com

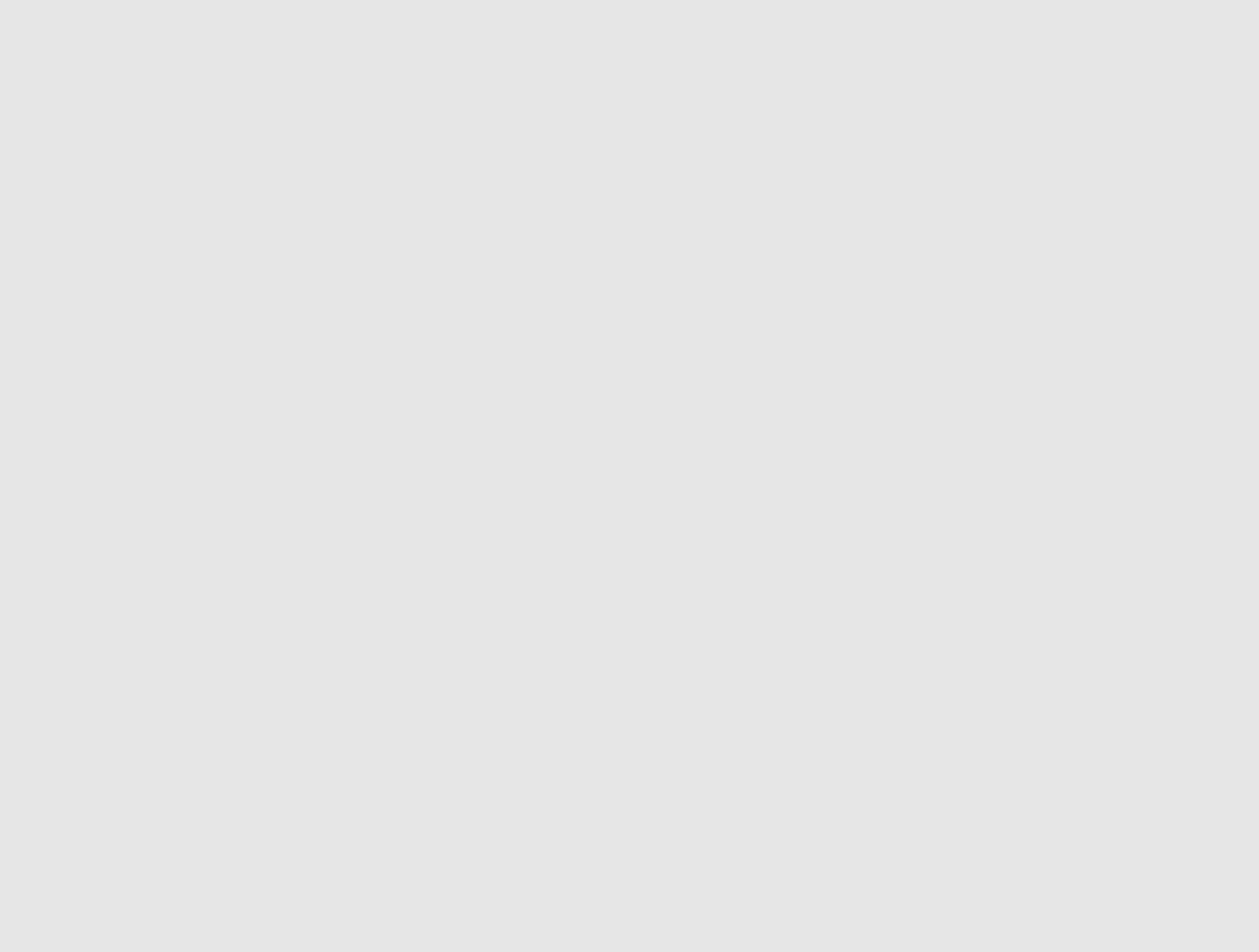
Exemplo: Optimização de famílias de formas, resultante de diferentes parâmetros de objectivos. Exemplo fornecido por cortesia de Formsolver.com

Dataficação é uma tendência tecnológica moderna de transformar diversos aspetos de nossa vida em dados que são posteriormente transformados em informação percebida como uma nova forma de valor. Kenneth Cukier e Victor Mayer-Schöenberger introduziram o termo Datafication no léxico mais amplo de 2013. Até então, a Dataficação havia sido associada à análise de representações de nossas vidas captadas através de dados, mas não na escala que vemos agora. Essa mudança deveu-se principalmente ao impacto do Big Data e às oportunidades computacionais oferecidas para a análise preditiva.

## Exemplos
A dataficação dos pensamentos errantes noTwitter e de RH pelo LinkedIn são, entre outros, exemplos de dataficação aplicada às redes sociais e de comunicação. Exemplos alternativos são diversos e incluem aspectos do ambiente construído e design via engenharia e/ou outras ferramentas que vinculam dados a resultados formais, funcionais ou outros meios físicos dos quais o Formsolver por exemplo.
Recursos Humanos: Dados obtidos de telefones celulares, aplicativos ou uso de mídia social são usados para identificar funcionários em potencial e suas características específicas, como perfil de risco e personalidade. Esses dados substituirão os testes de personalidade. Em vez de usar os testes de personalidade tradicional ou os exames que medem o pensamento analítico, usar os dados obtidos por meio de dados vai mudar os provedores de exame existentes. Além disso, com esses dados, novas medidas de personalidade serão desenvolvidas.
Seguros e Bancos: Os dados são usados para entender o perfil de risco de um indivíduo e a probabilidade de pagar um empréstimo.
Gerenciamento do relacionamento com o cliente: Várias indústrias estão usando a informatização para entender melhor seus clientes e criar triggers apropriados com base na personalidade e no comportamento de cada um. Esses dados são obtidos a partir do idioma e do tom que uma pessoa usa em um e-mail, telefonema ou mídia social.

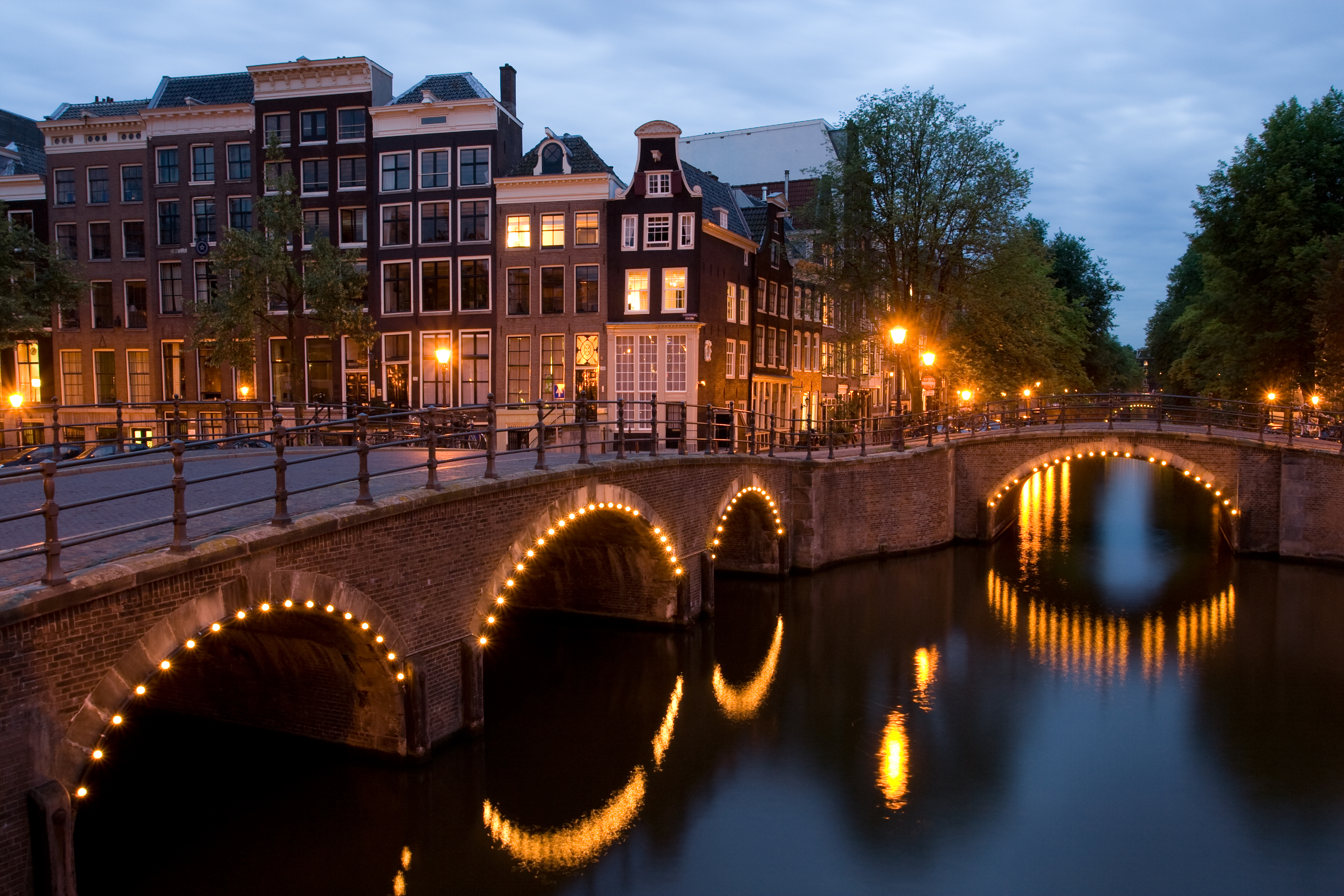
As lâmpadas de rua em Amsterdã foram atualizadas para permitir que os conselhos municipais diminuam as luzes com base no uso de pedestres.

Cidade inteligente: Através dos dados obtidos dos sensores que são implementados na cidade inteligente, os problemas que surgirem podem ser percebidos e abordados em áreas como transporte, gerenciamento de resíduos, logística e energia. Com base em dados em tempo real, os passageiros podem mudar suas rotas quando há um engarrafamento. As cidades podem não apenas obter uma compreensão mais detalhada dos níveis de poluição, mas também aprovar novas regulamentações ambientais com base em dados em tempo real, através dos sensores que podem medir a qualidade do ar e da água.